# 费灵
费灵是奥地利施蒂利亚州费尔德巴赫县的一个市镇。总面积29.61平方公里，总人口3037人，人口密度102.6人/平方公里（2011年）。